# 1872 no desporto

## Eventos

### Futebol

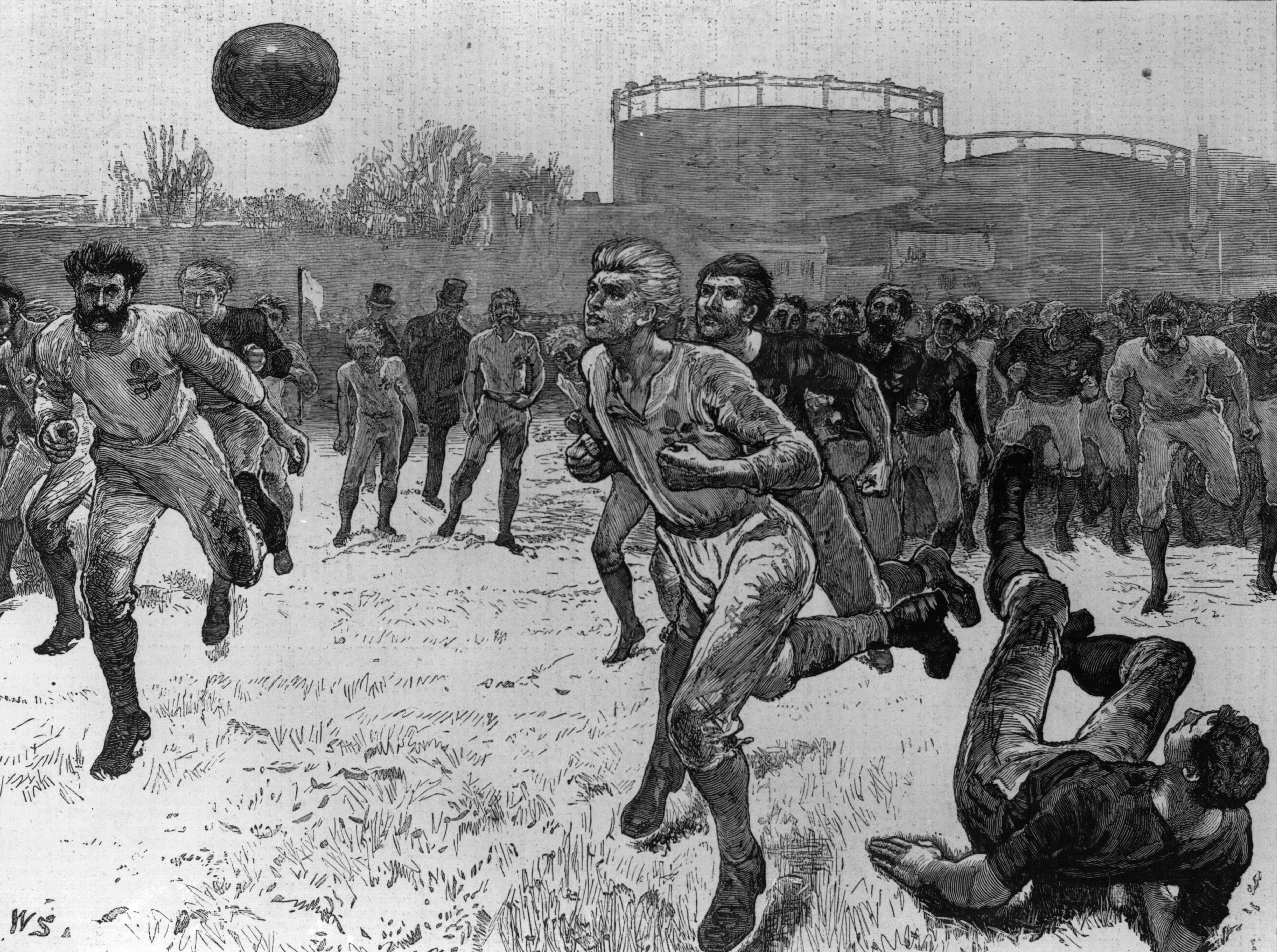
Primeira partida de futebol entre seleções: Inglaterra x Escócia.

- Fundação do Dumbarton Football Club, na cidade de Dumbarton (Escócia).
- Fundação do Le Havre Athletic Club, na cidade de Le Havre (França).
- Fundação do Third Lanark Athletic Club, na cidade de Glasgow (Escócia).
- 28 de setembro - Fundação do Wrexham Football Club, na cidade de Wrexham (País de Gales).
- 30 de novembro - Primeira partida entre seleções internacionais - Escócia 0–0 Inglaterra.

### Xadrez
- 24 de junho a agosto - Torneio de xadrez de Londres de 1872, vencido por Wilhelm Steinitz.[1]

## Nascimentos
| Data          | Nome             | Profissão           | Nacionalidade  | Observações | Ref   |
| ------------- | ---------------- | ------------------- | -------------- | ----------- | ----- |
| 8 de janeiro  | Nikolai Panin    | patinador artístico | Rússia         | m. 1956     | [ 2 ] |
| 11 de janeiro | Wilfred Baddeley | tenista             | Reino Unido    | m. 1929     | [ 3 ] |
| 26 de janeiro | Arthur Blake     | atleta              | Estados Unidos | m. 1944     | [ 4 ] |
| 14 de outubro | Reginald Doherty | tenista             | Reino Unido    | m. 1910     | [ 5 ] |

## Mortes
| Data | Nome | Profissão | Nacionalidade | Observações | Ref |
| ---- | ---- | --------- | ------------- | ----------- | --- |